# USERS
USERS (Unmanned Space Experiment Recovery System、次世代型無人宇宙実験システム) は、地球周回軌道上から
宇宙実験成果物を帰還回収させることができる、日本で初めて実用化された無人の自律帰還型回収システムである。
USERSは無人の宇宙機とその飛行を支援する地上システムから構成されている。USERS宇宙機が提供するスペースを使用して、一般の企業、大学の研究者が宇宙実験を行うことが可能である。またこれにより日本は、宇宙ステーション等の外国の手段に頼らない独自の宇宙実験システムを有し、かつ宇宙実験の成果物を無人で地上に持ち帰ることが可能となった。

## 機体設計
機体は、軌道上で電力供給・通信サービス・軌道及び姿勢制御等を行うSEM（サービスモジュール）と地上に自律帰還するREM（リエントリモジュール）の2つのモジュールから構成され、REMは宇宙空間での実験終了後に分離される。

### SEM（サービスモジュール）
SEMは通信・姿勢制御・太陽電池パドル等の衛星バス機能を有する。REM側を実験装置と地球への帰還に必要な機能のみとし、他の機能をSEMで担う構成となっている。太陽電池パドルの発生電力は2,500Wで、実験ペイロード用に660Wを連続供給が可能である。
微小重力環境の維持が要求されることから、パドルや推進系の操作で発生する大きな擾乱を抑える必要がある。実験運用中は太陽指向する姿勢で飛行させ太陽電池パドルの回転を停止し、推進系を使用せず、姿勢制御はリアクションホイール（RW）と磁気トルカ（MTQ）によってのみ実施される。発生する重力（加速度）は10μG以下である。
以下の5種のCFBミッション（Cheaper, Faster, Better）ペイロードを搭載し、将来の宇宙システムの低コスト化への貢献が期待される民生部品を軌道上実証する。
- 宇宙用2周波GPS受信機（DFSG）
- 自動車用電子技術を用いた搭載コンピュータ（OBCA）
- 展開ラジエータ（CPDR）
- 先進的スターセンサシステム（AS3）
- 高性能低コスト慣性基準装置（AIRU）

### REM（リエントリーモジュール）
REMはPM（推進モジュール）とREV（リカバリービークル）で構成される。
PMはREM分離後に機能し軌道離脱後に投棄されるが、その間の軌道離脱マニューバを実施するためのRBM（レトロブラストモータ）・MW（モーメンタムホイール）・スピン等のための固定モータを備えるほか、姿勢安定・地上との通信・電源機能を担う。
REVは直径1.4m、高さ1.3mの鈍頭型の再突入カプセルであり、極超音速から亜音速の速度域で空力的に安定する形状で作られている。表面の熱防御構造はフェノール樹脂を含侵させたCFRPの炭化アブレータ材料でできており、加熱されると内部の樹脂が熱分解反応を起こして吸熱すると同時にガスを噴出して熱の流入から保護する役割を果たす。大気圏再突入前は白色だが再突入時の炭化によって黒色になる。大気圏再突入中の空力加熱から保護する一方で、軌道上での実験運用中は電気炉の熱を排熱する必要があり、単純な断熱性能を追求した設計ではなく適度な熱伝導度を有している。
地上から10km程度の上空でパラシュートを開いて緩降下しながら着水し、浮遊用のバッグを展開してGPSデータがエンコードされたビーコン電波を出しながら回収されるのを待つ。回収は航空機などにより位置を確認され、海上で船により回収される。

## 運用
時刻はいずれもJST。
- 2002年（平成14年）[1][2]
  - 9月10日 17:20 - USERSはH-IIAロケット3号機によってデータ中継衛星こだまと相乗りで打ち上げられ、高度450kmで分離された。
  - 9月16日 - 高度515.3kmでの運用開始。
  - 10月2日 - 微小重力環境下での実験開始。
  - 10月6日 - 電気炉#1使用開始。
  - 12月17日 - 電気炉#3使用開始。
- 2003年（平成15年）
  - 2月2日 - 電気炉#2使用開始。
  - 3月18日 - 実験設備の帰還準備開始。
  - 4月4日 - 帰還に向けた軌道変更を開始。
  - 5月16日 - 着水エリアの上空を通る高度483kmの位相回帰軌道（PRO）への軌道変更完了。
  - 5月29日 16:40 - 分離・再突入コマンド送信。
  - 5月30日
    - 2:45 - REM内部電源モード確認、REMホイール軌道確認。
    - 3:47 - SEM/REM分離。
    - 5:45 - RBM点火。
    - 6:22 - 着水。
    - 6:34 - 航空機から目視確認。
    - 8:57 - 回収船から目視確認。予定通り着水計画エリアとしていた小笠原東方沖の海域（幅160km×長さ750km）に着水し、回収に成功した。
    - SEMは分離後、高度580kmの軌道へ上昇を開始した。
- 2005年（平成17年）2月25日 - 軌道上で運用を続けていたSEMも民生部品の軌道上実証のミッションを終えて運用終了した[9][10]。

## 微小重力環境における実験
REM内部に搭載したSGHF（超電導材料実験装置）で高温超電導材料製造実験（SMAP）を実施することをミッションとした。地上環境で強力な超電導バルク磁石を作成するには、温度勾配と種結晶を用いて部分溶融状態からゆるやかに冷却し結晶化させる方法が一般的であるが、大型のバルク磁石を作るには長時間を要し、半溶融状態が長く持続することで基板材料による汚染や変形ひずみが生じるなど結晶の質が悪くなる。SGHFではこれを微小重力環境下で実施することによって、良質な結晶の超電導バルク体を得ることが期待された。装置は電気炉3台と雰囲気環境を制御するガス供給装置や回収時の衝撃から保護する充填剤注入装置などの補助装置で構成され、試料を加熱溶融させ50日程度の時間をかけて冷却する。

### 実験装置
電気炉は直径約13cm、厚さ約2cmで、1000℃以上の温度を設定でき、温度勾配を縦及び横断面方向に制御可能。

### 成果
実験の結果、想定されていなかったガドリニウム・バリウム酸化物針状結晶（Gd2BaO4、Gd210）が発生した。これに着目して原因となる事象を解明、大型超電導バルクを地上で製造する新たな手法を考案し、作られたバルクは総磁束量・磁場到達距離・浮上力が2006年当時で世界最強のものとなった。

## 製造
- サービスモジュール(SEM)および全体システム：三菱電機株式会社[15]
- リエントリモジュール(REM)および回収：日産自動車株式会社宇宙航空事業部（現・IHIエアロスペース）[16]

## 実機展示
回収されたUSERSのREVは新エネルギー・産業技術総合開発機構（NEDO）から国立科学博物館に寄贈され、2013年（平成25年）4月から国立科学博物館の地球館2階で展示されている。